# Massacre de Broniki
O Massacre de Broniki foi um crime soviético cometido durante a Segunda Guerra Mundial no povoado de Broniki, no oeste da Ucrânia. Neste local, em 01 de julho de 1941, tropas soviéticas assassinaram integrantes da Wehrmacht (as forças armadas alemãs). 

## O Crime
A 25ª. Divisão de Infantaria motorizada, pertencente à Panzergruppe I tinha avançado em direção a Rowno, quando o II Batalhão do 35º. Regimento de Infantaria recebeu em 30 de junho de 1941 a ordem de avançar pela estrada de Luck em direção a  noroeste  e  ocupar o povoado de Klewan . 
Durante a operação, o Batalhão foi contra atacado e cercado pela 20ª. Divisão de Blindados  do 9. Korps Mecanizado Soviético Após intensos combates e esgotada a munição, o remanescente do Batalhão, de cerca de 180 homens, foi aprisionado.
Em 02 de julho de 1941, a unidade de reconhecimento da Leibstandarte SS Adolf Hitler encontrou 153 mortos do Regimento de Infantaria 35. Entre as vítimas, 132 apresentaram evidências de terem sido "massacradas e mutiladas bestialmente"“, conforme posterior relato do Comandante da 25ª Divisão de Infantaria.
Alguns integrantes do batalhão massacrado sobreviveram gravemente feridos, ou conseguiram evadir-se. Estes, depuseram à comissão de sindicância  instaurada, declarando que os soldados rendidos foram obrigados a se despir e entregar seus pertences., para em seguida, serem fuzilados. Outrossim ocorreram mutilações  e torturas com agressões de bajoneta e granadas de mão.

## O Documentário no Pós-Guerra
Em 21 de março de 1983 a televisão alemã Westdeutsche Rundfunk –WDR transmitiu um documentário produzido pela Lübbe-TV (Wolfgang Venohr) . O documentário, baseado investigação de Alfred M. de Zayas, apresenta depoimentos de testemunhas do massacre.
<videoflash>85LbqxYKvdo|225|225</videoflash>

Documentário Kriegsverbrechen im Osten
do Westdeutsche Rundfunk-WDR
 transmitido em 21 de março de 1983.